# Kelleronia splendens
Kelleronia splendens är en pockenholtsväxtart som beskrevs av Schinz. Kelleronia splendens ingår i släktet Kelleronia och familjen pockenholtsväxter. Inga underarter finns listade i Catalogue of Life.